# Karin Wagner (Handballspielerin)
Karin Wagner (* 12. August 1951) ist eine ehemalige deutsche Handballspielerin, die während ihrer Laufbahn für die deutsche Nationalmannschaft auflief.
Die Torhüterin spielte zunächst beim TuS Alstertal und wechselte 1972 zum TuS Eintracht Minden, mit dem sie viermal Deutscher Meister (1973, 1975, 1976 und 1978) und zweimal Deutscher Pokalsieger (1977 und 1978) wurde. Mit Minden erreichte sie außerdem das Halbfinale im Europapokal der Landesmeister 1974 und 1979. Danach schloss sie sich dem VfL Engelskirchen an.
Wagner bestritt 51 Länderspiele für die deutsche Nationalmannschaft. Unter anderem wirkte sie bei der Weltmeisterschaft 1978 mit, wo ein 8. Platz gelang.

## Erfolge
- Deutscher Meister 1973, 1975, 1976, 1978
- DHB-Pokalsieger 1977, 1978